# Carta del Atlántico

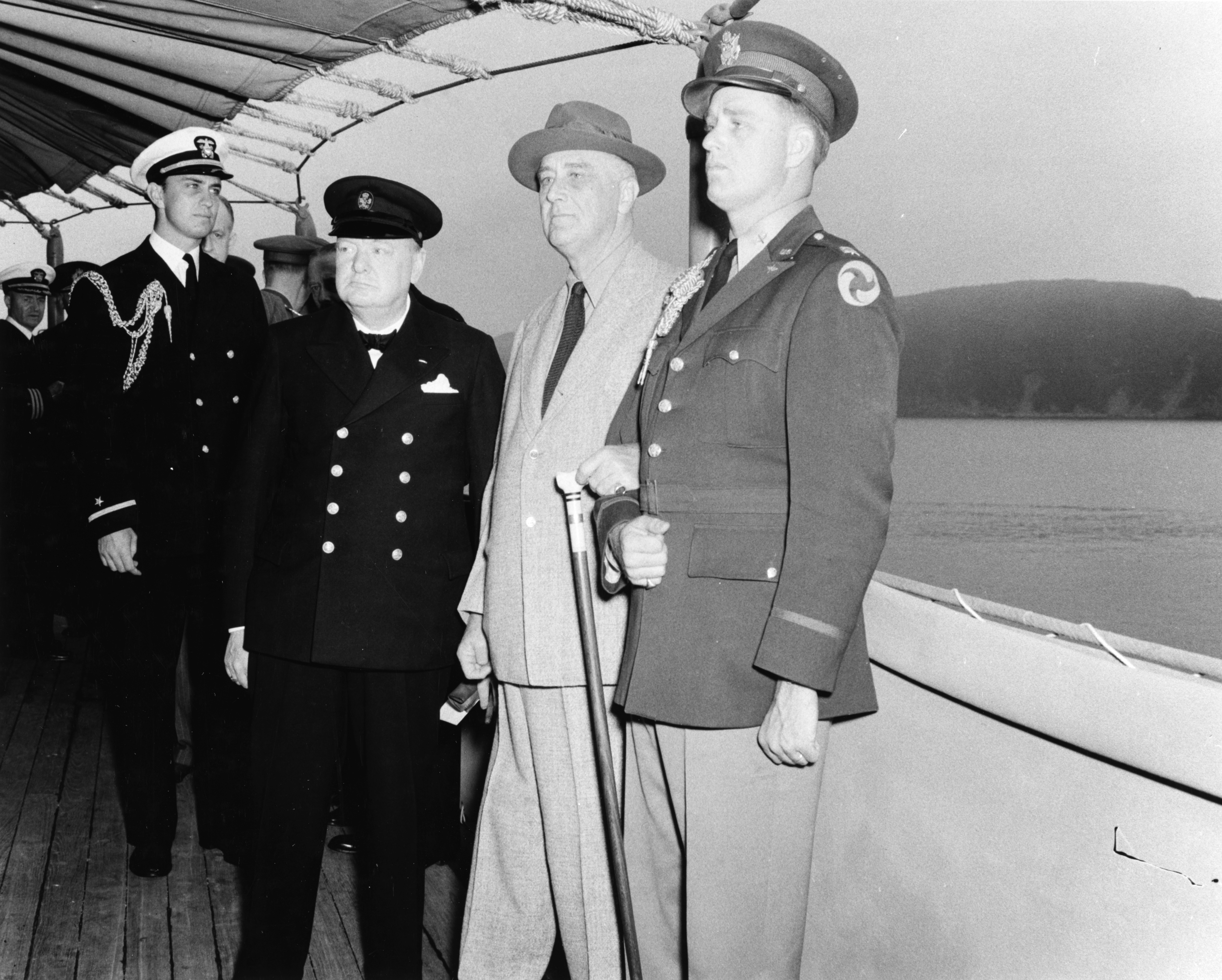
Roosevelt y Churchill.

La Carta del Atlántico es una declaración conjunta suscrita el 14 de agosto de 1941, a bordo del USS Augusta, «mientras navegaba en algún punto del Atlántico». La Conferencia del Atlántico se celebró del 9 al 12 de agosto de 1941. Intervinieron el presidente Franklin Delano Roosevelt en representación de Estados Unidos y Winston Churchill por parte de Gran Bretaña. En ella se manifiesta haber juzgado conveniente «hacer conocer ciertos principios comunes en la política nacional de sus respectivos países, en los cuales descansan sus esperanzas de lograr un porvenir mejor para el mundo».
Esta Carta del Atlántico recordaba al idealismo de los Catorce puntos de Wilson. Fue posteriormente incorporada a la Declaración de las Naciones Unidas aprobada el 1 de enero de 1942.
Este documento no era un tratado entre las dos potencias. Tampoco constituía una definición definitiva y oficial de los fines de la paz. Como el mismo documento lo expresa, era una afirmación de «ciertos principios comunes en la política nacional de nuestros países respectivos, en los cuales radican las esperanzas de un mejor porvenir para la humanidad». Abdo Anadie

## Principios
Aquellos principios fueron: 
- No buscar para sus países el engrandecimiento territorial ni de ninguna otra índole.
- No desear modificaciones territoriales que no estén de acuerdo con los deseos libremente expresados en los pueblos interesados.
- Respetar el derecho de los pueblos a elegir el régimen de gobierno bajo el cual han de vivir, deseando que se restituyan los derechos soberanos y la independencia a los pueblos que han sido despojados por la fuerza de dichos derechos.
- Esforzarse porque todos los Estados, grandes y pequeños, victoriosos o vencidos, tengan igual acceso al comercio y a las materias primas del mundo que les sean necesarias para su prosperidad económica.
- Colaboración más estrecha entre todas las naciones para conseguir mejoras en las normas de trabajo, prosperidad económica y seguridad social.
- Restablecimiento, después de destruida la tiranía nazi, de una paz que proporcione a todas las naciones los medios de vivir seguros dentro de sus propias fronteras, y a todos los hombres en todas las tierras una vida libre de temor y de necesidad.
- Permiso a todos los hombres de cruzar libremente todos los mares, y abandono por todas las naciones del mundo del uso de la fuerza, prestando ayuda y aliento a todas las medidas prácticas que puedan aliviar de la pesada carga de los armamentos a los pueblos que aman la paz.

Se habló también de la necesidad de crear un nuevo sistema de seguridad colectiva, más eficaz que la vieja Sociedad de Naciones, capaz de garantizar lo anterior. Sería un primer esbozo de lo que más tarde constituiría la ONU (Organización de las Naciones Unidas).

## Texto íntegro
El Presidente de los Estados Unidos de América y el Primer Ministro representante del Gobierno de S. M. en el Reino Unido, habiéndose reunido en el Océano, juzgan oportuno hacer conocer algunos principios sobre los cuales ellos fundan sus esperanzas en un futuro mejor para el mundo y que son comunes a la política nacional de sus respectivos países:
1. Sus países no buscan ningún engrandecimiento territorial o de otro tipo.
2. No desean ver ningún cambio territorial que no esté de acuerdo con los votos libremente expresados de los pueblos interesados.
3. Respetan el derecho que tienen todos los pueblos de escoger la forma de gobierno bajo la cual quieren vivir, y desean que sean restablecidos los derechos soberanos y el libre ejercicio del gobierno a aquellos a quienes les han sido arrebatados por 
la fuerza.
4. Se esforzarán, respetando totalmente sus obligaciones existentes, en extender a todos los Estados, pequeños o grandes, victoriosos o vencidos, la posibilidad de acceso a condiciones de igualdad al comercio y a las materias primas mundiales que son necesarias para su prosperidad económica.
5. Desean realizar entre todas las naciones la colaboración más completa, en el dominio de la economía, con el fin de asegurar a todos las mejoras de las condiciones de trabajo, el progreso económica y la protección social.
6. Tras la destrucción total de la tiranía nazi, esperan ver establecer una paz que permita a todas las naciones vivir con seguridad en el interior de sus propias fronteras y que garantice a todos los hombres de todos los países una existencia libre sin miedo ni pobreza.
7. Una paz así permitirá a todos los hombres navegar sin trabas sobre los mares y los océanos.
8. Tienen la convicción de que todas las naciones del mundo, tanto por razones de orden práctico como de carácter espiritual, deben renunciar totalmente al uso de la fuerza. Puesto que ninguna paz futura puede ser mantenida si las armas terrestres, navales o aéreas continúan siendo empleadas por las naciones que la amenazan, o son susceptibles de amenazarla con agresiones fuera de sus fronteras, consideran que, en espera de poder establecer un sistema de seguridad general, amplio y permanente, el desarme de tales naciones es esencial. Igualmente ayudarán y fomentarán todo tipo de medidas prácticas que alivien el pesado fardo de los armamentos que abruma a los pueblos pacíficos.
Franklin D. Roosevelt — Winston Churchill
14 de agosto de 1941